# 리디아 맥케이
리디아 맥케이(Lydia Mackay, 1977년 3월 9일 ~ )는 미국의 성우, 텔레비전 배우, 영화배우이다.
포트워스에서 태어났다.

## 영화
- 더 플레이룸 (2013년) - 나디아 노츠 역
- 랭귀지 오브 어 브로큰 하트 (2011년) - 로빈 역
- 에반게리온: 서 (2007년)
- 명탐정 코난 (1996년)